# Plaça de la Sang
La plaça de la Sang o plaça de la Puríssima Sang, és una plaça de la ciutat de Reus situada al davant de l'Església de la Sang (o de la Puríssima Sang), que li dona nom, i que té una forma gairebé triangular i allargassada cap a la banda de la riera de Miró, amb la que es comunica. Té una extensió d'uns 2.000 m2.
És una petita esplanada que als seus inicis estava situada davant del portal de l'Hospital per on s'iniciava el camí de Valls, que sortia de la vila en direcció a aquella ciutat. Hi fan cap els carrers de l'Hospital, els ravals del Pallol i de Sant Pere, i el corredor de la Sang. Segurament l'any 1726, per un acord de l'Ajuntament, la vila va comprar un obrador d'oli a partir d'una expropiació, per donar forma a la plaça tal com ara es coneix. L'obra es va acabar l'any 1739.

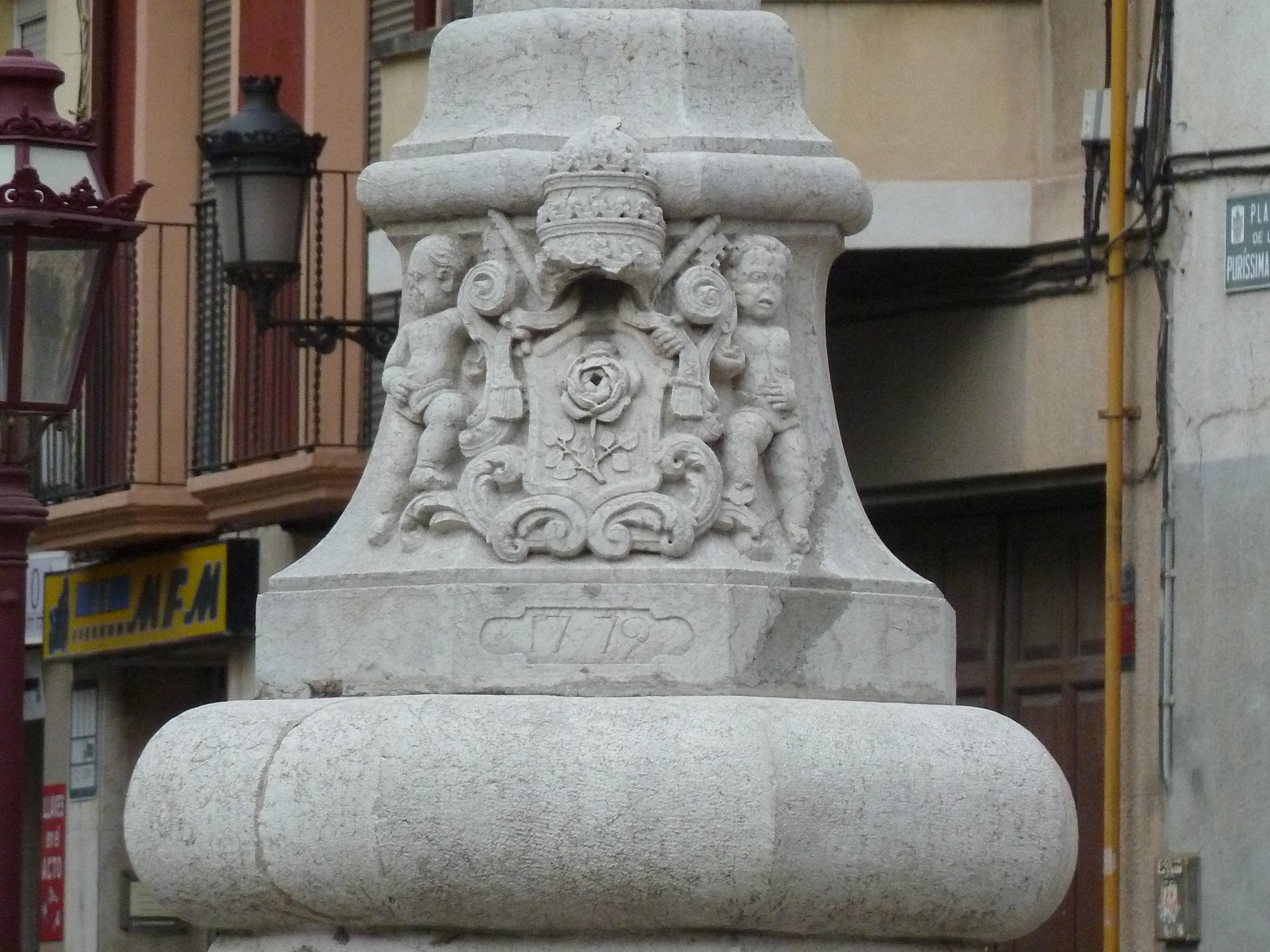
Base de la font de la plaça de la Sang on hi ha la data d'execució

A la plaça hi ha una font setcentista rematada per una creu de pedra i marbre situada sobre una motllura de pedra de la que en surten quatre brocs per on raja l'aigua. Damunt aquesta motllura s'aixeca la base de la creu: un volum poligonal de pedra, de base més ampla que la capçalera, decorat amb l'escut de la ciutat de Reus flanquejat per dues figuretes. A sota hi ha la data de construcció de la font, 1779. La plaça s'omple cada Divendres Sant d'una multitud de reusencs que van a veure la professó de les Tres Gràcies, un acte significatiu de la Setmana Santa a la ciutat.